# Arrhenatherum calderae
Arrhenatherum calderae là một loài thực vật có hoa trong họ Hòa thảo. Loài này được A.Hansen mô tả khoa học đầu tiên năm 1972.